# Xestocasis
Xestocasis é um gênero de mariposa pertencente à família Acrolepiidae.